# Urticinopsis crassa
Urticinopsis crassa är en havsanemonart som beskrevs av Oscar Henrik Carlgren 1938. Urticinopsis crassa ingår i släktet Urticinopsis och familjen Actiniidae. Inga underarter finns listade i Catalogue of Life.